# Schronisko w dolinie Popadyńca
Schronisko w dolinie Popadyńca – schronisko turystyczne Oddziału Kosowskiego Polskiego Towarzystwa Tatrzańskiego (PTT) w Górach Czywczyńskich istniejące w latach 30. XX wieku.

## Historia
Budynek powstał na potrzeby lwowskiej ekspedycji geologicznej prof. Juliana Tokarskiego z lat 1929–1930 poszukującej w Górach Czywczyńskich złóż manganu. Wzniesiono go w dolinie potoku Popadyniec (lewy dopływ Czarnego Czeremoszu) w pobliżu ujścia do niego potoku Ryżowaty. Położony był u stóp Łostunia i Ryżowatego, na wysokości ok. 1300–1330 m n.p.m. Nie później niż w 1933 roku PTT osiągnęło porozumienie z właścicielem okolicznych terenów – Fundacją Skarbkowską – odnośnie przekazania budynku pod Popadią i bliźniaczego obiektu na Bałtagule na potrzeby turystyki.
Wkrótce rozpoczęto prace porządkowe i adaptacyjne, które trwały przez rok 1934. Zakończyły się one w 1935 roku kosztem 2000 zł. Schronisko oddano do użytku przed jeszcze sezonem narciarskim, 20 grudnia 1935 r. – zgodnie z ustaleniami zjazdu organizacji turystycznych z pierwszej połowy tego roku. Oferowało ono 30 noclegów na łóżkach, podczas gdy ogółem mogło pomieścić ok. 40 osób. Obiekt posiadał stałego dozorcę.
Budynek nowo wyodrębnionego Oddziału Kosowskiego położony było z dala od stałych siedzib ludzkich i środków transportu. Najbliższe stacje kolejowe znajdowały się w odległych Worochcie i Kutach, zaś od Burkutu, dokąd najdalej dochodziła droga jezdna, dzieliła obiekt 19-kilometrowa, zajmująca około czterech godzin wędrówka. W pierwszych latach funkcjonowania placówka była rzadko odwiedzana przez turystów. W 1938 roku udzielono w niej zaledwie 27 noclegów.
Schronisko uległo całkowitemu zniszczeniu w czasie II wojny światowej.
Powyżej, przy górnej granicy lasu (na wysokości ok. 1400 m n.p.m.) znajdował się domek Komisji Delimitacyjnej działającej przy ustalaniu przebiegu granicy polsko-rumuńskiej. Na początku lat 30. XX wieku został on przekształcony przez PTT w schron turystyczny. Obiekt stracił na znaczeniu po otwarciu w pobliżu zagospodarowanego schroniska. Wtedy też popadł w ruinę.

## Turystyka
Schronisko stanowiło punkt wyjścia na szczyty w środkowej części Gór Czywczyńskich. Doliną Popadyńca wiódł szlak od gajówki Popadyniec nad Czarnym Czeremoszem po Popadię. Z niej ku zachodowi można było kierować się na Suligul, Czywczyn i Budyjowską, zaś ku wschodowi na Łostuń, Pirie czy Purul. Szlaki te w znacznej mierze były nieznakowane, choć szlak znad Czarnego Czeremoszu na Popadię w 1930 roku wyznakowano w terenie kolorem czerwonym.
W 1936 roku schronisko znalazło się na zachodnim skraju tzw. „rezerwatu turystycznego”. Był to obszar w okolicy Hnitesy, na którym zdecydowano się nie wprowadzać nowych urządzeń turystycznych (szlaków znakowanych, schronisk, stacji turystycznych itp.), choć jednocześnie nie oznaczało to zakazu ruchu turystycznego w tym rejonie. W związku z powstaniem „rezerwatu” zmianie uległa też koncepcja wyznaczenia końcowego odcinka Głównego Szlaku Karpackiego wiodącego z Ustronia w Beskidzie Śląskim. Według nieoficjalnych ustaleń z 1937 roku szlak miał odtąd zbiegać z Popadii doliną Popadyńca, a po przekroczeniu Czarnego Czeremoszu miał wkraczać w pasmo Baby Ludowej (Połoniny Hryniawskie). Brak jednak informacji, czy projekt ten przed wybuchem II wojny światowej doczekał się realizacji.